# Dall
Dall er en landsby i det nordlige Himmerland med 63 indbyggere (2008). Dall er beliggende umiddelbart ved Nordjyske Motorvej en kilometer syd for Dall Villaby, tre kilometer øst for Svenstrup og ni kilometer syd for Aalborg. Landsbyen hører under Aalborg Kommune og er beliggende i Dall Sogn.
Dall er præget af kontrasten mellem beliggenheden ved motorvejen og bevaringsværdige gårdstrukturer i landsbyen.
Dall Kirke er fredet, og har en fremtrædende beliggenhed i landsbyen. Kirken ligger som et vartegn med stor synlighed også når man færdes ad Nordjyske Motorvej.
Bebyggelsen omkring kirken består af ældre tre- eller firelængede gårde. Nogle af stald- og ladebygningerne er opført i kløvede marksten.
Langs Lille Dallvej er opført et lille antal ældre villaer og parcelhuse.